# Truppe straniere nel Regio Esercito
Le truppe straniere nel Regio Esercito furono inquadrate, durante la seconda guerra mondiale, in alcune unità del Regio Esercito, composte da personale di altre nazionalità. Provenivano dai campi di internamento per prigionieri militari in Italia e dai territori occupati.

## Storia
Già dalla fine dell'Ottocento nei Regi corpi truppe coloniali erano inquadrate anche le truppe indigene residenti nelle colonie nel corno d'Africa e poi anche nella Libia italiana, durante il periodo coloniale, e comprendevano diverse unità di fanteria e cavalleria.
Con l'ingresso dell'Italia nel 1940 nella seconda guerra mondiale, similmente a quanto avvenuto per i tedeschi nella Wehrmacht e nelle Waffen-SS, anche il Regio Esercito (ed in piccolissima parte la Milizia Volontaria per la Sicurezza Nazionale e la Regia Marina) istituì unità di combattimento di volontari che confluirono in specifiche unità omogenee per nazionalità, costituite ad hoc. La prima fu, nel luglio di quell'anno, la compagnia autocarrata tedesca.
Nel giugno 1941 sorse poi l'idea di una "Legione straniera" italiana, al generale Fedele De Giorgis nella Siria francese, come capo delegazione italiana per l'armistizio. Fu accolta favorevolmente da Mussolini, e la scelta cadde inizialmente sugli arabi, e nel novembre 1941, dopo un incontro il mese prima a Roma con il Gran Muftì di Gerusalemme, il progetto fu varato. Il campo di addestramento scelto fu ad Avezzano e i tedeschi consegnarono tutti i loro prigionieri arabi in cambio di un terzo degli indiani in mano agli italiani. Ebbero il battesimo del fuoco nel gennaio 1943 in Nord Africa.
Sul fronte orientale a metà luglio del 1942 fu costituito il Gruppo squadroni cosacchi "Campello"', unità di cavalleria a livello di battaglione.

## Le unità

### Battaglione d'Assalto "T"
Nella popolazione europea della Tunisia gli italiani quasi eguagliavano i francesi; allo scoppio delle ostilità centinaia di italo-tunisini rientrarono in patria per arruolarsi. Molti di questi confluirono nel Centro Militare "T", costituitosi nel luglio del 1942 agli ordini del maggiore Pasquale Ricciardi. Ad agosto la forza ammontava a soli 8 ufficiali, 6 sottufficiali e 22 tra graduati e truppa, ma a novembre già questi numeri salivano rispettivamente a 51, 39 e 374; infine, quando gli Alleati sbarcarono in Africa nord-occidentale nell'ambito dell'Operazione Torch, affluirono numerosi volontari anche da Marocco ed Algeria, portando a dicembre la forza totale a 588 uomini. Un nucleo selezionato, addestrato per le operazioni speciali, fu inviato nel tardo dicembre in Tunisia, a disposizione del Servizio informazioni militare. Il Centro "T" venne riorganizzato in Battaglione d'Assalto "T" su tre compagnie d'assalto ed una compagnia CC.NN. (camicie nere della MVSN arruolate in Tunisia) ed a gennaio del 1943, insieme al Comando del Raggruppamento "Frecce Rosse", venne inviato in Tunisia. Arrivato al fronte il 25 gennaio, si scontrò con forze statunitensi, riportando 22 caduti, 43 feriti e 36 dispersi su una forza totale di 450 uomini circa; l'unità seguì poi le sorti dei reparti italiani nella campagna di Tunisia. Una compagnia superstite fu aggregata al Battaglione d'Assalto Motorizzato.

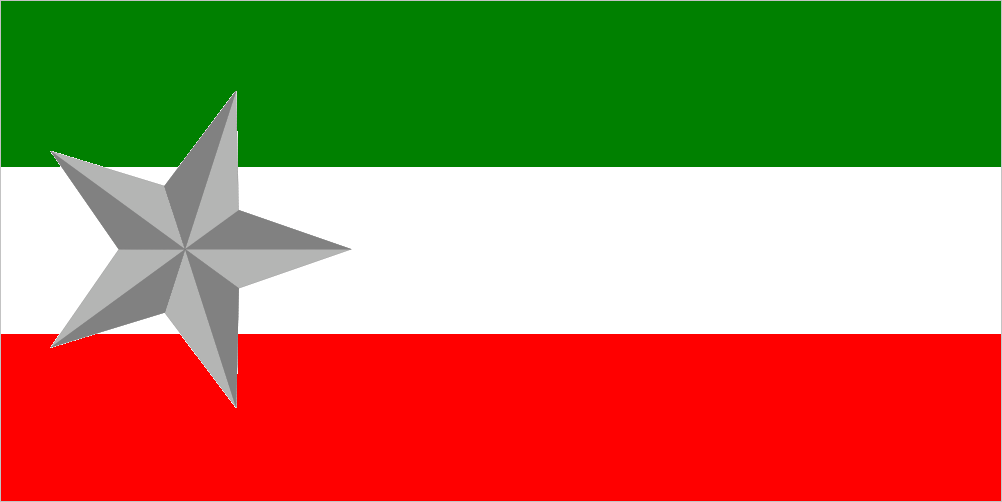
Mostrina del Centro T (per nazionali)

### Centro militare "G"
Il Fascismo rivendicava apertamente l'italianità di Malta e gli irredentisti maltesi negli anni venti parteggiavano per il Partito Nazionalista vicino alle posizioni fasciste, opposto al Partito Costituzionale filo-britannico. L'organizzazione degli irredentisti fascisti era molto articolata e prevedeva anche sezioni dell'OGIE (Organizzazioni giovanili italiane all'estero), i cui elementi più promettenti e dotati erano inviati in Italia per migliorare la loro formazione dottrinale. Man mano che i rapporti italo-britannici andavano deteriorandosi, molti filo-italiani furono costretti all'esilio ed alcuni di questi fondarono a Roma il Comitato di azione maltese.
Allo scoppio delle ostilità, in Italia i fuoriusciti maltesi aderirono per la gran parte al fascismo. Quelli in possesso di doppia cittadinanza si arruolarono volontari nel Regio Esercito mentre i cittadini maltesi, non potendo accedere alle forze armate italiane, vennero arruolati nella Milizia Volontaria per la Sicurezza Nazionale, in particolare nella specialità Milizia Marittima di Artiglieria (MILMART). Alcune decine di loro (tra i quali la medaglia d'oro al valor militare Carmelo Borg Pisani), furono addestrate nel centro militare "G" di Soriano nel Cimino (Viterbo), per diventare "guide da sbarco" in vista dell'invasione dell'isola.

### Compagnia autocarrata tedesca
La "Compagnia Autocarrata Tedesca" o Deutsche Motorisierte Kompanie era costituita da circa 160 tedeschi che allo scoppio della guerra erano fuggiti dal Kenya e dal Tanganica britannici. Quando il 10 giugno 1940 Benito Mussolini dichiarò guerra alla Gran Bretagna e alla Francia, questi decisero di combattere come volontari per gli italiani in AOI. Il 1º luglio 1940 venne formata la "Compagnia Autocarrata Tedesca". L'unità venne addestrata ad Asmara, in Eritrea. La maggior parte dei volontari aveva poca o nessuna formazione militare. Oltre ad essere "autocarrata", l'unità includeva alcuni improvvisati autoblindo. Nel settembre 1940, entrò per la prima volta in azione al confine tra l'Eritrea e il Sudan. I tedeschi furono attivi a Agordat e durante la battaglia di Cheren; inoltre, fornirono copertura durante la ritirata da Cheren ad Asmara. Una ventina di uomini del gruppo sopravvisse alla perdita dell'Eritrea e combatté al fianco di Amedeo di Savoia, Duca d'Aosta, all'Amba Alagi durante una delle fasi finali della campagna dell'Africa Orientale.

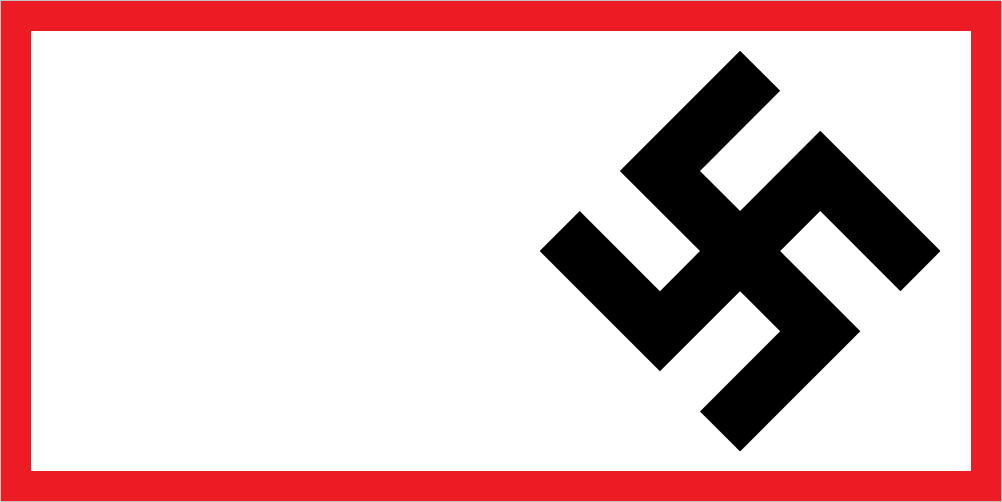
Mostrina della Compagnia Autocarrata Tedesca

### Gruppo squadroni cosacchi "Campello"
Durante la campagna di Russia, migliaia di prigionieri Cosacchi, da sempre ostili alla dittatura stalinista, accettarono di arruolarsi sia tra le truppe straniere nella Wehrmacht che nel XV SS-Kosaken Kavallerie Korps delle Waffen-SS che nel Regio Esercito italiano. A metà luglio 1942, su iniziativa di un maggiore del Savoia Cavalleria, il conte Ranieri di Campello, fu costituito il Gruppo Squadroni Cosacchi "Maggiore Campello", posto alle dipendenze dell'Ufficio Informazioni dell'8ª Armata (ARMIR), forte di circa trecento cosacchi, cavalieri abilissimi ed anti-comunisti convinti. I quadri dell'unità erano costituiti da ufficiali e sottufficiali cosacchi cui fu riconosciuto il grado ricoperto nell'Armata Rossa. Il gruppo squadroni fu impiegato sia in operazioni esplorative, proprie della cavalleria leggera, sia in incursioni offensive in territorio nemico, fino a quando nel gennaio 1943 Campello fu ferito e riportato in Italia. Tra febbraio e marzo, ripianate le perdite con nuovi volontari raccolti sia nei campi di concentramento che tra i civili, il gruppo squadroni fu riordinato in Gruppo Cosacchi "Savoia", poi ridenominato Banda irregolare cosacca, affidata al capitano Giorgio Stavro Santarosa. Seguendo le sorti dell'ARMIR, ai primi di giugno giunse in Italia e fu acquartierato a Maccacari, in provincia di Verona. Destinata alla 9ª Armata in Albania, la banda fu sorpresa ancora in Italia dall'armistizio di Cassibile e di conseguenza sciolta. Il personale confluì nelle analoghe unità tedesche nel Kosakenland in Friuli o si unì alla resistenza.

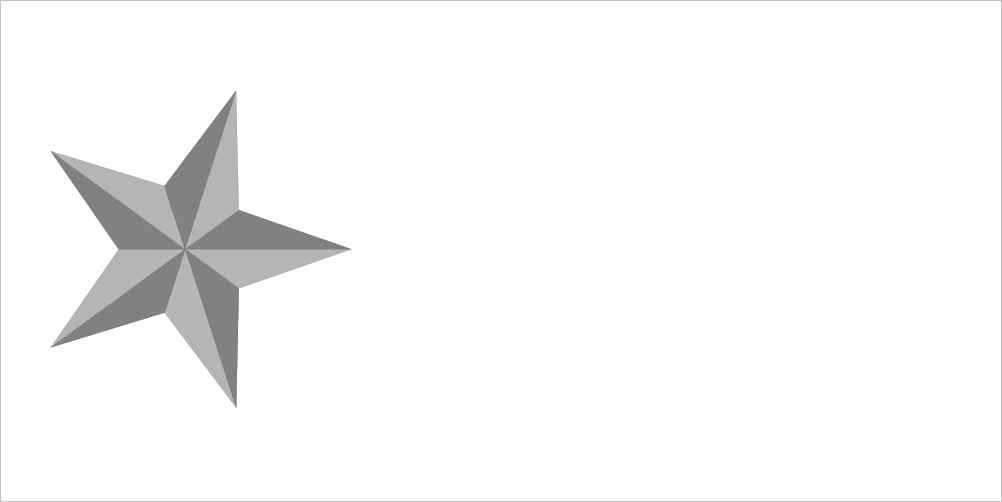
Mostrina del Gruppo Squadroni Cosacchi "Campello"

### Legione croata
Durante l'occupazione della Croazia da parte di tedeschi ed italiani, molti croati preferirono arruolarsi tra le truppe straniere nella Wehrmacht piuttosto che nelle forze armate dello Stato Indipendente di Croazia. La Kroatische Legion arrivò così ad allineare ben tre divisioni croate (la 369ª, la 373ª e la 392ª). Gli italiani, considerando la Croazia una propria zona di influenza, ritennero di procedere ad un'analoga iniziativa e, grazie alle pressioni del Maresciallo d'Italia Ugo Cavallero sul suo parigrado Slavko Kvaternik, il 26 luglio 1941 l'esercito croato dispose la costituzione di una Brigata Leggera Motorizzata (Laki Prevozni Zdrug), basata sul battaglione complementi del 369º Reggimento croato. Organizzata su un comando, un battaglione fucilieri, una compagnia mortai da 81 mm, una compagnia cannoni d'accompagnamento ed una compagnia complementi, la "Legione croata" schierava 45 ufficiali, 67 sottufficiali e 1009 militari di truppa ed era equipaggiata con armi italiane. Giunse a Riva del Garda il 17 dicembre per completare l'addestramento; il 18 aprile 1942 fu assegnata al Corpo di spedizione italiano in Russia ed inquadrata nella 3ª Divisione celere "Principe Amedeo Duca d'Aosta", seguendone le sorti durante la campagna di Russia. L'unità venne completamente annientata tra il 19 ed il 20 dicembre 1942 nei pressi di Meschoff. Le procedure iniziate nel maggio 1943 per creare una nuova Legione croata furono interrotte dalla proclamazione dell'armistizio.

### Milizia Volontaria Anti Comunista
La "Milizia Volontaria Anti Comunista" (MVAC), anche detta "Guardia Bianca" (in sloveno Bela Garda, da cui il nome "belagardisti") o "Bande VAC", è la denominazione collettiva con cui furono ridenominate, a partire dal 19 giugno 1942, differenti formazioni armate locali serbo-croate, slovene e musulmane. Dal 1941 fino alla capitolazione d'Italia nel settembre 1943 queste bande furono ufficialmente riconosciute ed impiegate (a volte direttamente inquadrate) dal Regio Esercito italiano quali truppe ausiliarie per la difesa e la sicurezza della Provincia di Zara ed altri territori del Montenegro, Dalmazia, Bosnia ed Erzegovina e Slovenia sotto amministrazione o controllo italiano. Il Regio Esercito schierò molte bande, battaglioni e legioni, mentre la Banda n. 9 "della Marina", formata da greco-ortodossi e da giovani italiani nativi della Dalmazia, era alle dipendenze della Base della Regia Marina: indossavano la divisa da fatica dei marinai e il basco blu; operò a fianco di una compagnia del Reggimento "San Marco".

### "Raggruppamento centri militari"
Il Centro "A", costituitosi il 1º maggio 1942 al comando del maggiore Ugo Donati, era formato da volontari arabi provenienti da Iraq, Palestina, Transgiordania, Persia, Sudan, Siria, Libano, Egitto, e da cittadini italiani residenti in tali paesi; questo personale si distingueva quindi dagli arabi delle colonie italiane, sudditi dell'Impero, che invece prestavano servizio nei Regi corpi truppe coloniali. Durante l'offensiva di Erwin Rommel in nordafrica, dal Centro "A" fu distaccato un "Reparto missioni speciali" (MS), formato da 9 ufficiali, 13 sottufficiali e 87 militari italiani e 6 ufficiali, 7 sottufficiali e 65 militari arabi, tutti volontari. Le disfatte su quel fronte colsero il "Reparto MS" ancora in fase di approntamento, cosicché esso rimase a Napoli. Il 23 ottobre 1942 il Centro fu rinominato Gruppo Formazioni "A", con una forza di 110 arabi e 43 ufficiali, 51 sottufficiali e 347 soldati nazionali. Alcune unità furono inviate in Nordafrica dove presero parte alla campagna di Tunisia fino alla resa delle forze dell'Asse. I reparti superstiti vennero riorganizzati in patria nel "Battaglione d'Assalto Motorizzato", che nei giorni successivi all'8 settembre prese parte alla difesa di Roma.

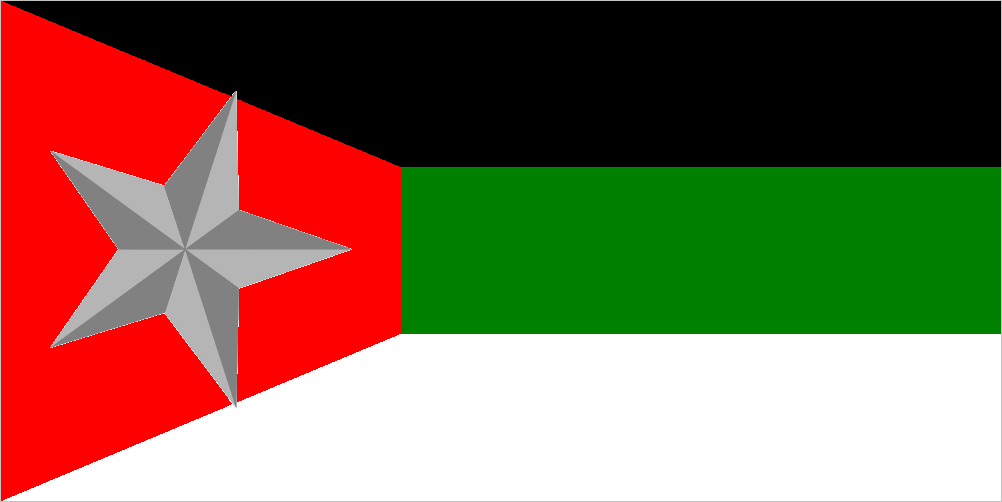
Mostrina del Centro A (per nazionali)
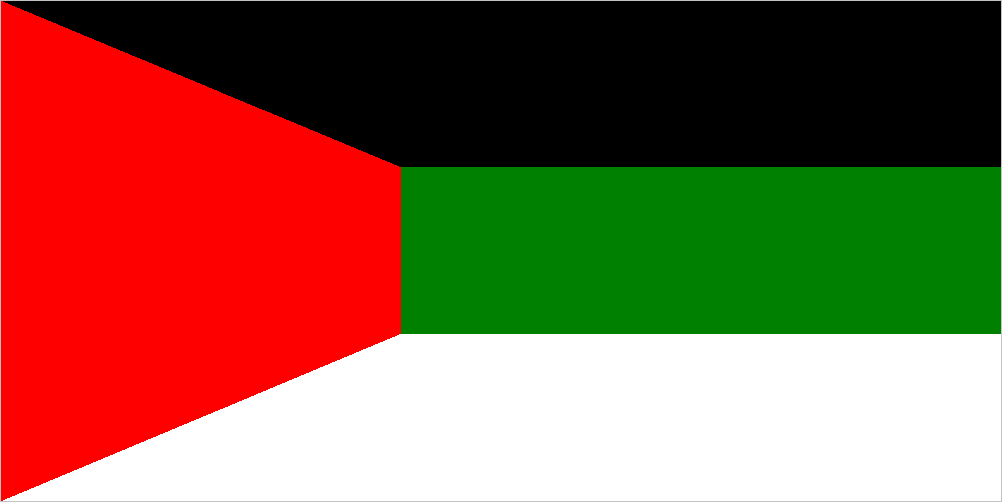
Mostrina del Centro A (per non nazionali)

Il battaglione Centro "I", nato il 15 luglio 1942 al comando del maggiore Luigi Vismara, era formato da sikh, maratti, rajput, punjabi, gurkha e persiani, oltre che personale italiano proveniente da quei paesi o comunque in grado di parlare in lingua inglese. Essi ricevettero l'addestramento da fanteria, mentre un plotone di 44 elementi fu inviato alla Scuola di Tarquinia, dove si brevettò per il lancio con paracadute. Il 23 ottobre l'unità cambiò nome in Battaglione "Azad Hindoustan" ("India libera"). A causa della scarsa affidabilità, il reparto non ebbe mai il battesimo del fuoco. Il 10 novembre 1942, una settimana dopo la sconfitta italiana ad El Alamein, gli indiani si ammutinarono non presentandosi all'appello; immediatamente disarmati, furono spediti nei campi di prigionia.

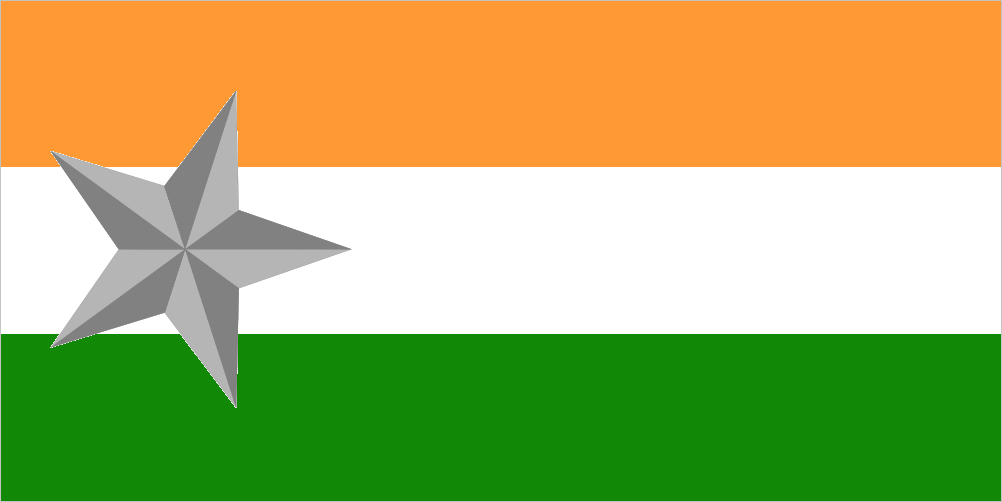
Mostrina del Centro I (per nazionali)
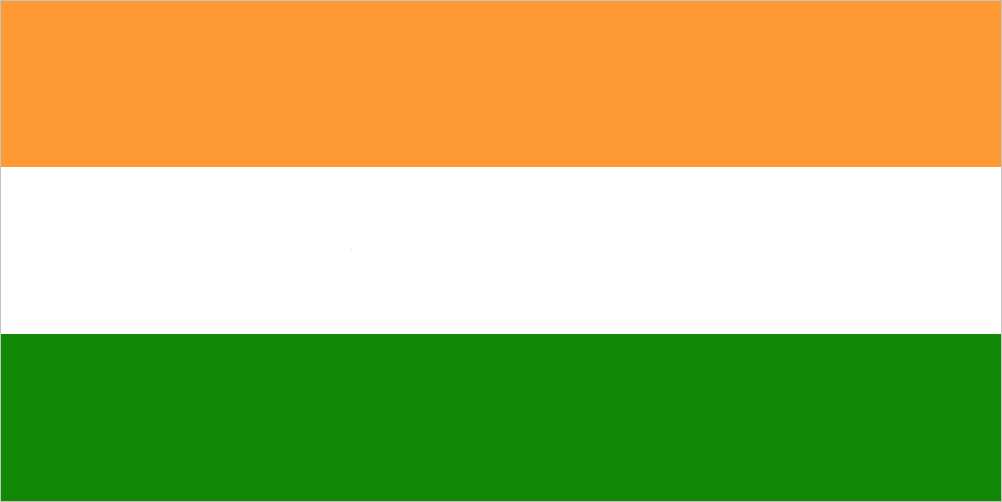
Mostrina del Centro I (per non nazionali)

### Unità irregolari
In seguito all'occupazione italiana della Grecia, alcuni cittadini greci appartenenti a minoranze alloglotte costituirono formazioni militari irregolari al comando delle truppe italiane. Si ricordano gli arumeni, gli albanesi dell'Epiro e della Ciamuria, e circa 1.400 bulgaro-macedoni della zona di Kastoria, dove operavano bande organizzate dal Comitato italo-bulgaro di Kastoria.